# (31902) Raymondwang
2000 GN19 (asteroide 31902) é um asteroide da cintura principal. Possui uma excentricidade de 0.17451200 e uma inclinação de 2.83901º.
Este asteroide foi descoberto no dia 5 de abril de 2000 por LINEAR em Socorro.